# 伏木国分事件
伏木国分事件（ふしきこくぶじけん）とは、北朝鮮工作員とみられる人物が富山県高岡市で投身自殺した1981年（昭和56年）3月31日の事件。同日検挙。工作内容は不明である。

## 概要
1981年3月30日の夜、富山県高岡市伏木町にある越中国分駅の待合室でウイスキーを飲んでいる男性を高岡警察署の警官が見つけ、職務質問をしたところ、男は日本円で190万円あまりを所持していることが判明。ただし、その応答は要領を得なかった。男性は、ダークブラウンにグレーのツートンの縦縞の背広（上下）にグレーのレインコートを着ており、関西訛りがあり、メモ類などは携帯しておらず、小田実『世直しの倫理と論理・下』（岩波新書）を所持していた。
警察は、泥酔している50歳前後の男性を国鉄高岡駅前の高岡プラザホテルに宿泊させ、翌日あらためて事情聴取することとしたが、当日（3月31日）の朝、男性はホテルの7階から投身自殺した。男性は飛び降りの際「金日成主席万歳」と叫んだとも報道されている。
男性は、神戸市葺合区（現、中央区）北本町通在住の吉田正彦こと朝鮮籍の姜正彦（本籍は済州道済州郡）であった。彼は、「姜正彦」名義の外国人登録証を保持していたが、しかし、これはのちに精巧な偽造であることが判明した。
検察は、1982年2月27日、偽造有印公文書行使被疑事件として書類送致したが、被疑者死亡につき不起訴とした。
この事件は、北朝鮮のスパイ事件において、工作員が自殺した唯一の事例である。工作員（姜正彦）の遺骨は高岡市内の納骨堂に納められており、骨壺には「故 不詳殿」と記されている。

## 外国人登録証の偽造
「姜正彦」名義の外国人登録証の登録番号は、全く別人（女性）のものであった。1981年6月24日の日向事件で北朝鮮工作員の黄成国が所持していた外国人登録証の登録番号は姜正彦のものと2番違いであった。同年7月23日の六郷事件でも北朝鮮工作員の高徳煥は偽造登録証を所持していたが、高の偽造登録証は神戸市葺合区長発行のもので、この登録証が伏木国分事件と日向事件における偽造登録証の原本となっていたことが、のちに判明した。

## 図書利用乱数式暗号
日向事件の取り調べの結果、新書本は「図書利用乱数式暗号」に使われたものであることが判明した。従来の乱数式暗号が北朝鮮本国から流れるラジオ放送での数字を換字表を用いて言葉に変換するというものであったのに対し、「図書利用乱数式暗号」は、ラジオで読み上げられる数字で新書本（文庫本）や辞書のページ・行を検索し、複数の換字表を用いて指令内容を知る、より複雑な暗号システムであった。